# Menard (Texas)
Menard è un centro abitato degli Stati Uniti d'America situato nella contea di Menard (di cui è capoluogo) dello Stato del Texas.
La popolazione era di 2.242 persone al censimento del 2010.

## Geografia fisica
Menard è situata a 30°55′10″N 99°47′04″W (30.919519, -99.784446), lungo le rive del fiume San Saba, allo svincolo delle US Highways 83 e 190, circa 140 km a nord ovest di Austin e San Antonio, nel centro di Menard County.
Secondo lo United States Census Bureau, ha un'area totale di 2,1 miglia quadrate (5,4 km²).

## Società

### Evoluzione demografica
Secondo il censimento del 2000, 1.653 persone, 666 nuclei familiari e 438 famiglie risiedevano nella città. La densità di popolazione era di 803,5 persone per miglio quadrato (309,8/km²). C'erano 851 unità abitative a una densità media di 413,6 per miglio quadrato (159,5/km²). La composizione etnica della città era formata dall'84,94% di bianchi, lo 0,67% di afroamericani, lo 0,60% di nativi americani, lo 0,36% di asiatici, lo 0,06% di isolani del Pacifico, l'11,98% di altre razze, e l'1,39% di due o più etnie. Ispanici o latinos di qualunque razza erano il 39,32% della popolazione.
Dei 666 nuclei familiari, il 31,8% aveva figli di età inferiore ai 18 anni, il 50,2% aveva coppie sposate conviventi, il 10,8% aveva un capofamiglia femmina senza marito, e il 34,1% non erano famiglie. Circa il 31,4% di tutti i nuclei familiari erano individuali e il 20,0% aveva componenti con un'età di 65 anni o più che vivevano da soli. Il numero di componenti medio di un nucleo familiare era di 2,42 e quello di una famiglia era di 3,03.
Vi erano il 27,2% di persone sotto i 18 anni, il 6,0% di persone dai 18 ai 24 anni, il 23,7% di persone dai 25 ai 44 anni, il 22,6% di persone dai 45 ai 64 anni, e il 20,6% di persone di 65 anni o più. L'età media era di 40 anni. Per ogni 100 femmine, c'erano 97,3 maschi. Per ogni 100 femmine dai 18 anni in giù, c'erano 87,5 maschi.
Il reddito medio di un nucleo familiare era di 19.698 dollari, e per una famiglia era di 27.125 dollari. I maschi avevano un reddito medio di 21.094 dollari contro i 17.857 dollari delle femmine. Il reddito pro capite era di 12.768 dollari. Circa il 26,5% delle famiglie e il 33,1% della popolazione erano sotto la soglia di povertà, incluso il 45,4% di persone sotto i 18 anni e il 28,2% di persone di 65 anni o più.

## Istruzione
L'istruzione pubblica è fornita dal Menard Independent School District e Menard è sede della Menard High School.